# AL (音楽バンド)
AL（アル）は日本で活動する4人組の音楽バンドである。
所属レコードレーベルはRevival Records。

## メンバー
- 小山田壮平（おやまだ そうへい）
福岡県出身。
ボーカル・ギター担当。（元andymoriメンバー）
1984年6月17日生まれ。A型。

- 長澤知之（ながさわ ともゆき）
福岡県出身。
ボーカル・ギター担当。
1984年5月15日生まれ。

- 藤原寛（ふじわら ひろし）
ベース担当。（元andymoriメンバー）
1984年10月9日生まれ。B型。

- 後藤大樹（ごとう ひろき）
東京都出身。
ドラムス担当。（元andymoriメンバー）
1986年8月19日生まれ。

## 略歴・概要
2015年
- プライベートプロジェクトとして、盟友である小山田壮平とシンガーソングライターとして活動している長澤知之が数年に亙り、楽曲制作や数回のライブなどの活動を断続的に行っていた。7月30日に新代田FEVERで行われたALのバンド編成でのライブを以て、andymoriのオリジナルメンバーである藤原寛・後藤大樹を加え、正式にバンドとしての活動を4人でスタートした。後藤はandymori脱退後はドラムを辞めていたが、小山田と再会した際に参加を誘われた。

2016年
- 2016年4月13日にデビューアルバムとなる『心の中の色紙』をリリースした。当初は2016年3月23日に発売予定であったが、変更された。オリコンのデイリーチャートにて、初登場10位を記録する（ウィークリーチャートでは11位）。その翌週、オリコンのインディーズウィークリーチャート（4月25日付）で1位を記録する。

- ファーストアルバムを引っさげ、ALとしては初のワンマンライブとなるAL 1st Tour 2016を4月18日よりスタートし、大阪・名古屋・福岡・東京で行った。オリジナルグッズ販売の他に、ファーストアルバムの購入特典として、アルバムアートワークの原画ポストカードが付いた。

2017年
- 6月21日に渋谷B.Y.Gにて、谷口貴洋とのツーマンライブを行った。ALとしては約1年ぶりのライブとなった。キャパ100人程度の渋谷B.Y.Gにて予約申し込みより先着で選ばれた。
- 11月27日、30日に、大阪の大阪BIGCATと東京の恵比寿リキッドルームにて、それぞれ AL LIVE 2017と題したライブを行った。
- 12月31日、小山田主催のレーベルであるSparkling Recordsによる、Sparkling COUNT DOWN 2017〜2018と題したカウントダウンイベントの開催が決定し、 ALの出演も決まった。

2018年
- 1月17日に2ndアルバム『NOW PLAYING』をリリース。このアルバムを携えて二度目のワンマンライブ「AL 2nd Tour 2018」を開催。3月2日より広島、福岡、愛知、香川、東京、宮城、大阪を回った。
- 古舘佑太郎の誕生日4月5日に彼のバンド『2』のセカンドアルバム発売イベントに出演。「SONG FOR YOU」と題したツーマンライブが渋谷WWWXにて行われた。

## ディスコグラフィ

### アルバム
| 枚  | 発売日        | タイトル                             | デイリー 最高位      | ウィークリー 最高位  | インディーズウィークリー 最高位 | 収録曲 |
| --- | ------------- | ------------------------------------ | -------------------- | -------------------- | ------------------------------- | --- |
| 1st | 2016年4月13日 | 心の中の色紙（こころのなかのしきし） | 10位（オリコン調べ） | 11位（オリコン調べ） | 1位（オリコン調べ）             | 1. 北極大陸 2. HAPPY BIRTHDAY 3. シャッター 4. メアリージェーン 5. 風のない明日 6. 15の夏 7. あのウミネコ 8. ハートの破り方 9. 心の中の色紙 10. ランタナ 11. Mt.ABURA BLUES 12. さよならジージョ 13. 花束               |
| 2nd | 2018年1月17日 | NOW PLAYING                          |                      |                      |                                 | 1. 会いにいくよ 2. NOW PLAYING 3. ショートナイト 4. ドリーマー 5. ウォータースライダー 6. とびましょう 7. 丘の上の記憶 8. 輝く飛行船 9. LOVE ME 10. 青い泡沫 白い光 11. ハンアンコタ 12. 地上の天国なソングライターの歌 |

### 未音源楽曲
主にライブなどで披露され、現在でもCD化されていない曲を記す
- 1. ジーニー（AL ver）
  2. リンリンリン
  3. いつもの窓から
  4. フィーリングッド
  5. 懐かしい雨の匂い
  6. ワレモノ
  7. おかしなやつのひとりごと
  8. たぶん、きっと
  9. 晩酌
  10. メリーランドブルース

## ミュージックビデオ
| 監督     | 曲名     |
| 小林洋介 | 「花束」 |

## ライブ
AL 1st Tour 2016
- 4月18日 名古屋 CLUB QUATTRO
- 4月20日 福岡 DRUM LOGOS
- 4月25日 大阪 BIGCAT
- 5月6日 東京 赤坂BLITZ

AL LIVE 2017
- 11月27日 大阪 BIGCAT
- 11月30日 恵比寿 LIQUIDROOM

AL 2nd Tour 2018
- 3月2日 広島県 広島CLUB QUATTRO
- 3月4日 福岡県 DRUM LOGOS
- 3月9日 愛知県 DIAMOND HALL
- 3月11日 香川県 高松MONSTER
- 3月15日 東京都 Zepp Tokyo
- 3月23日 宮城県 Rensa
- 3月28日 大阪府 なんばHatch

## 対バン ライブ
AL×Nabowa
- 2016年2月29日 大阪 umeda AKASO

AL×Polaris
- 2016年3月 2日 東京 恵比寿 LIQUIDROOM

AL×谷口貴洋 LIVE
- 2017年6月21日 東京 渋谷 B.Y.G

SONG FOR YOU
- 2018年4月5日 東京 渋谷wwwx